# Listă de așezări indiene din provincia Alberta
Listă de așezări indiene din provincia Alberta, Canada
| Nume oficial                     | Națiunea                     | Consiliu tribal                | Tratat | Suprafața (ha)           | Populatie (2011)         | Populatie (2006)         |
| -------------------------------- | ---------------------------- | ------------------------------ | ------ | ------------------------ | ------------------------ | ------------------------ |
| Carcajou Settlement 187          |                              |                                |        | 0,43                     | 0                        | 0                        |
| Cadotte Lake Indian Settlement   | Woodland Cree First Nation   | Kee Tas Kee Now Tribal Council | 8      | &&&&&&&&&&&&&&-1.1000000 | &&&&&&&&&&&&&&-1.1000000 | &&&&&&&&&&&&&&-1.1000000 |
| Desmarais Settlement             | Bigstone Cree Nation         |                                | 8      | 1,44                     | 129                      | 78                       |
| Fort MacKay                      |                              |                                |        | 8,17                     | 562                      | 521                      |
| Garden Creek Indian Settlement   | Little Red River Cree Nation | North Peace Tribal Council     | 8      | &&&&&&&&&&&&&&-1.1000000 | &&&&&&&&&&&&&&-1.1000000 | &&&&&&&&&&&&&&-1.1000000 |
| Little Buffalo Indian Settlement | Lubicon Lake Indian Nation   |                                | 8      | 12,1                     | 387                      | n/a                      |